# Reggaeland
Reggaeland – festiwal muzyki reggae, organizowany w Płocku od 2006 roku. Odbywa się corocznie w lipcu, na plaży miejskiej nad Wisłą. Jego pomysłodawcą był Grzegorz "Żagiel" Żaglewski we współpracy z Płockim Ośrodkiem Kultury i Sztuki. Wspólnie zorganizowali cztery pierwsze edycje, jednak w 2009 roku zakończyli współpracę w atmosferze konfliktu, zaś organizację festiwalu w roku 2010 władze miasta powierzyły zewnętrznej agencji Positive Music Promotion z Ostródy. Już od swoich początków festiwal zawsze przyciągał liczne gwiazdy gatunku z całego świata. W roku 2008 na scenie głównej wystąpiła legendarna jamajska grupa Toots and The Maytals, która pod względem wkładu w rozwój i popularyzację muzyki reggae ustąpić może jedynie Wailersom Boba Marleya.
W roku 2011 impreza nie odbyła się w związku ze zbyt późny rozpisaniem przez POKiS przetargu na jej organizację. W reakcji na to fani festiwalu skrzyknęli się przy pomocy mediów społecznościowych i zorganizowali jednodniowe wydarzenie alternatywne pod nazwą "Underground Reggaeland". Rok później festiwal reaktywowano w dotychczasowej formule, a jego dyrektorem artystycznym przez kolejne trzy edycje ponownie był Żaglewski. W roku 2015 POKiS powierzył funkcję dyrektora artystycznego Dariuszowi "Maleo" Malejonkowi nie poinformowawszy nawet o tym fakcie Żaglewskiego, co stało się zarzewiem kolejnego konfliktu pomiędzy Ośrodkiem a założycielem festiwalu.

## Edycje festiwalu

### 2006
- odbyła się 8 lipca
- na scenie głównej wystąpili: Lion Vibrations, Paprika Korps, Jamal, Duberman, Vavamuffin, Bakshish, WWS All Sunrises Soundsystem, Daara J (Senegal) oraz Apache Indian & The Reggae Revolution (Wielka Brytania)
- największą gwiazdą miał być Desmond Dekker, jeden z prekursorów early reggae w Wielkiej Brytanii; niestety plany organizatorów pokrzyżowała śmierć artysty[3]

### 2007
- odbyła się 6-7 lipca
- pierwszego dnia na scenie głównej wystąpili: Druga Strona Lustra, Vavamuffin, Lion Vibrations, Etna Kontrabande, WWS All Sunrises Soundsystem, Mystic Revelation of Rastafari (Jamajka) oraz Easy Star All Stars (USA/Jamajka); na scenie II zagrały zespoły Nabi i Good Religion
- drugiego dnia na scenie głównej wystąpili: Tabu, Vespa, Faza, Paprika Korps, Izrael, Natural Dread Killaz oraz T.O.K. & 303 Band (Jamajka); na scenie II zagrały zespoły Siddharta i Świadomość

### 2008
- odbyła się 11-12 lipca
- pierwszego dnia na scenie głównej wystąpili: Alicetea, Dubska (wraz z legendą rosyjskiego reggae, wokalistą Jah Division Gerą Moralesem), Vavamuffin, Collie Buddz & New Kingston Band (USA) oraz Lady Saw & The Scrutialists (Jamajka)
- drugiego dnia na scenie głównej wystąpili: Paraliż Band, Etna Kontrabande, Marlene Johnson (Niemcy, wspierana przez Tumbao Riddim Band), Linton Kwesi Johnson (Jamajka), Dennis Bowell Dub Band (Wielka Brytania), Toots and The Maytals (Jamajka) oraz Yellow Umbrella (Niemcy)

### 2009
- odbyła się 10-11 lipca
- pierwszego dnia na scenie głównej wystąpili: Habakuk, Nabi, Skankan, United Flavour (Czechy) oraz Israel Vibration (Jamajka)
- drugiego dnia na scenie głównej wystąpili: Izrael, Lion Vibrations, Podwórkowi Chuligani, Tabu, Sedativa & Dawid Portasz oraz Buju Banton & Shiloh Band (Jamajka)

### 2010
- odbyła się 9-11 lipca (po raz pierwszy festiwal trwał 3 dni)
- pierwszego dnia na scenie głównej wystąpili: Pajujo, Erijef Massive, Tabu, Maleo Reggae Rockers, Third World (Jamajka) oraz Midnite (USA)
- drugiego dnia na scenie głównej wystąpili: Fire In The Hole, Raggamoova, Natural Dread Killaz, Jafia Namuel, Johnny Clarke (Jamajka), Soothsayers (Wielka Brytania) oraz Rootz Underground (Jamajka)
- trzeciego dnia na scenie głównej wystąpili: Jamal, Marika, Nabi, Ras Luta, Stage of Unity oraz Julian Marley & The Uprising Band (Jamajka)
- nowością była dodatkowa scena na płockim Starym Rynku
- kontrowersje wzbudziła cena biletów; jednodniowy bilet kosztował 50 zł, zaś trzydniowy karnet - 120 zł (m.in. dlatego festiwal odwiedziło znacznie mniej osób niż w latach ubiegłych)

### 2011
- W związku ze zbyt późny rozpisaniem przez POKiS przetargu na organizację kolejnej edycji festiwalu[4], oficjalny  Reggaeland nie odbył się. W odpowiedzi, fani imprezy zainicjowali za pośrednictwem portalu społecznościowego Facebook akcję mającą na celu zorganizowanie w tym terminie zlotu miłośników muzyki jamajskiej[5]. Wobec dużego zainteresowania internautów, inicjatorzy akcji zdecydowali się dołożyć wszelkich starań by poszerzyć projekt na kształt namiastki prawdziwego festiwalu. Udało im się pozyskać finansowe wsparcie władz miasta w wysokości 65 tys. złotych oraz pomoc logistyczną ze strony POKiS-u[6].
- Impreza pod nazwą "Underground Reggaeland" odbyła się 9 lipca, w tradycyjnym miejscu na plaży miejskiej. Zagrały na niej zespoły, które zgodziły się wystąpić za darmo lub tylko za zwrot kosztów podróży: EastWest Rockers, Stage of Unity, Etna Kontrabande, The Bartenders, Junior Stress & Sun El Band, Krzesimir & Friends, Ciara Jah & KWL & NEQ, Podwórkowi Chuligani, Pitu Pitu Crew & Diego, Kermit Soundsystem & Klon, Ictus Soundsystem, Tisztelet Soundsystem, Karetka Soundsystem, Radom Ragga Jungle oraz NDZ & Marcel[7][8].

### 2012
- Reggaeland został reaktywowany przez POKiS, który powrócił do współpracy z Żaglewskim; impreza odbyła się 6-7 lipca i według organizatorów przyciągnęła ok. 20 tysięcy fanów[9].
- pierwszego dnia na scenie głównej wystąpili: Naaman, Paprika Korps, KaCeZet & Fundamenty, Rastamaniek, Vavamuffin, Pablopavo i Praczas, Ziggi Recado & The Renaissance Band (Holandia) oraz Gappy Ranks (Wielka Brytania); ostatni z wymienionych został przez organizatorów awaryjnie ściągnięty z Londynu, po tym jak na kilka godzin przed planowanym występem swój udział odwołał mający być największą gwiazdą festiwalu Elephant Man (jamajski wokalista dancehallowy zrezygnował z całej europejskiej trasy koncertowej, tłumacząc to przeziębieniem i wysoką gorączką)[9]
- drugiego dnia na scenie głównej wystąpili: Bongostan, Chvaściu, Tabu, Daab, Gentleman & The Evolution Band (Niemcy), Chris Martin (Jamajka), Skarra Mucci (Jamajka) oraz J Boog (USA); koncerty przerwała wieczorna burza, zaś ulewny deszcz zalał scenę główną i uniemożliwił planowany występ rosyjskiej orkiestry ska jazzowej St. Petersburg Ska-Jazz Review[9].

### 2013
- odbyła się 12-14 lipca
- pierwszego dnia na scenie głównej wystąpili: Podwórkowi Chuligani, Jafia Namuel, Jahcoustix (Niemcy), Karamelo Santo (Argentyna), Max Romeo (Jamajka) oraz The Selecter (Wielka Brytania)
- drugiego dnia na scenie głównej wystąpili: Jamal, Mesajah, Ras Luta, Transmisja, Mellow Mood (Włochy), Reggaeon (Gruzja), Shaggy & Rayvon (Jamajka/Barbados) oraz St. Petersburg Ska-Jazz Review (Rosja)
- trzeciego dnia działały wyłącznie namioty sound systemowe
- równolegle odbywały się liczne imprezy towarzyszące: namioty sound systemowe, pokazy filmu Marley, "Wyspa Soul Food Corner", "Wyspa Warsaw Reggae" a także warsztaty na temat muzyki, kultury i kuchni jamajskiej na Rynku Starego Miasta (ich gościem była Maria Dembowska, Konsul Honorowy Jamajki)

### 2014
- odbyła się 11-13 lipca
- pierwszego dnia na scenie głównej wystąpili: Tallib & D'Roots Brothers,  Iration Steppas & Tena Stelin (Wielka Brytania), Maroon Town (Wielka Brytania), The Skints (Wielka Brytania) oraz Ward 21 & Soul Fire Band & Marcy Chin (Jamajka)
- drugiego dnia na scenie głównej wystąpili: Earl Jacob i Zbóje, Maleo Reggae Rockers, Natural Dread Killaz & Riddim Bandits, Macka B & Roots Ragga Band (Jamajka), Mo'Kalamity & The Wizards (Francja) oraz Train To Roots (Włochy)
- trzeciego dnia na scenie głównej wystąpili Vavamuffin All Stars z gościnnym udziałem Juniora Stressa oraz Grizzlee’ego
- równolegle działały dwa namioty sound systemowe

### 2015
- odbędzie się 10-11 lipca